# Сливиньский, Хилари
Хилари Ян Сливиньский (пол. Hilary Jan Śliwiński, урождённый Ян Рохус Сливиньский (пол. Jan Rochus Śliwiński); 1788, Wolental, Поморское воеводство — 24 ноября 1861, Szaradowo, Куявско-Поморское воеводство) — польский священник, кармелит, последний настоятель монастыря кармелитов в Кцыне, настоятель и священник кармелитов Тшевических, командир, защитник и приходской священник католической церкви.

## Биография
Он родился под именем Ян Рохус Сливиньский (он же Йоаннес Рохус) 16 августа 1788 года в Волентале, его родителями были Петр и Катажина, урождённая Войтасёвна. Был крещён 18 августа 1788 года. Он начал своё послушничество в Трутове с августа 1811 по сентябрь 1812 года. В монастыре он взял имя Хилари от святого Иоанна — в соответствии с монашеской традицией менять имя при крещении. Рукоположен в священники 9 апреля 1814 года. После смерти своего отца Петра он приехал в Кцыню со своей матерью Катажиной в 1824 году и в том же году привёз в Кцыню двух своих братьев Якуба и Станислава, которые на рубеже 1829/1830 годов взяли на себя монастырское хозяйство. В 1835 году по приказу прусского правительства был распущен кармелитский монастырь, где Хилари служил последним настоятелем кармелитского монастыря в Кцыне. После насыщенной церковной жизни Хилари Ян Сливиньский скончался 24 ноября 1861 года в Шарадове, его тело было похоронено в катакомбах костёла Успения Пресвятой Девы Марии в Кцыне. Картина с его изображением была написана между 1850 и 1861 годами, в то время она украшала стену Голгофы в Кцыне, а сейчас находится в приходе Св. Архангела Михаила в Кцыне.

### Приходы
- Кцыня, монастырь кармелитов Тшевичко — до 1830 года.
- Познань, монастырь кармелитов Тшевичко — пресвитер.
- Бродницкий приход Святой Екатерины (1820–1821) — викарий.
- Кцыня, костёл покармелитанский (1836) — викарий.
- Кцыня, костёл покармелитанский (1841) — резидент.
- Хоментовский[укр.] приход Святых Апостолов Петра и Павла (1849) — почётный резидент.
- Рынажево (1850–1860) – протектор.
- Рынажево, приход Святой Екатерины (1852–1860) — командир.
- Шарадово[пол.] (1850–1860) — приходской священник.
- Шарадово[пол.], приход Святого Николая Епископа (– 24.11.1861) — эмерит[3].